# Nu vid ditt kors jag böjer mig i lydnad för ditt bud
Nu vid ditt kors jag böjer mig i lydnad för ditt bud är en sång med text från 1889 av William H Hutchins och med musik av D W Dawkin

## Publicerad i
- Musik till Frälsningsarméns sångbok 1907 som nr 28.
- Frälsningsarméns sångbok 1929 som nr 173 under rubriken "Helgelse - Bön om helgelse och Andens kraft".
- Frälsningsarméns sångbok 1968 som nr 204 under rubriken "Helgelse".
- Frälsningsarméns sångbok 1990 som nr 435 under rubriken "Helgelse".
- Sångboken 1998 som nr 87.